# Lista siturilor arheologice din județul Bihor - V
Lista siturilor arheologice din județul Bihor - V conține toate siturile arheologice din județul Bihor înscrise în Repertoriul Arheologic Național (RAN) și aflate în localități al căror nume începe cu litera V. RAN este administrat de Ministerul Culturii și Patrimoniului Național și cuprinde date științifice, cartografice, topografice, imagini și planuri, precum și orice alte informații privitoare la zonele cu potențial arheologic, studiate sau nu, încă existente sau dispărute.
Puteți căuta un sit din localitățile care încep cu litera V folosind formularul de mai jos sau puteți naviga prin toate siturile din județ la Lista siturilor arheologice din județul Bihor.
| Cod RAN                                | Denumire | Localitate                              | Adresă                               | Datare                                    | Descoperit | Coordonate                                   | Imagine           | Erori            |
| -------------------------------------- | --- | --------------------------------------- | ------------------------------------ | ----------------------------------------- | ---------- | -------------------------------------------- | ----------------- | ---------------- |
| 30611.01                               | Topor eneolitic din cupru de la Varviz (Categorie: descoperire izolată) (Tip: obiect izolat)                                                                        | sat Varviz, comuna Popești              |                                      |                                           |            |                                              | Încărcați imagine | Raportați eroare |
| 30620.01.01                            | Descoperire neolitică la Vărzari- Pârâului Vărzărel / ansamblu anonim (Categorie: locuire) (Tip: Groapă menajeră)                                                   | sat Vărzari, comuna Popești             | Pârâului Vărzărel                    |                                           |            |                                              | Încărcați imagine | Raportați eroare |
| 29029.01.01                            | Așezarea neolitică de la Vășad - "Lutărie" / ansamblu anonim (Categorie: locuire civilă) (Tip: Așezare)                                                             | sat Vășad, comuna Curtuișeni            | Lutărie                              | Pișcolt                                   |            |                                              | Încărcați imagine | Raportați eroare |
| 29029.02.01                            | Așezarea neolitică de la Vășad - "Cartierul Țiganilor" / ansamblu anonim (Categorie: locuire civilă) (Tip: Așezare)                                                 | sat Vășad, comuna Curtuișeni            | Cartierul Țiganilor                  | Starčevo - Criș                           |            |                                              | Încărcați imagine | Raportați eroare |
| 29029.03.01                            | Așezarea eneolitică de la Vășad- Valea Gonașului / ansamblu anonim (Categorie: locuire civilă) (Tip: Așezare)                                                       | sat Vășad, comuna Curtuișeni            | Valea Gonașului                      | Tiszapolgár                               |            |                                              | Încărcați imagine | Raportați eroare |
| 32054.01                               | Unelte neo-eneolitice de la Viișoara (Categorie: descoperire izolată) (Tip: obiect izolat)                                                                          | sat Viișoara, comuna Viișoara           |                                      |                                           |            |                                              | Încărcați imagine | Raportați eroare |
| 32036.01.01                            | Descoperiri neolitice și medievale la Valea lui Mihai / ansamblu anonim (Categorie: neprecizată) (Tip: neprecizat)                                                  | oraș Valea lui Mihai                    |                                      | Starčevo - Criș                           |            |                                              | Încărcați imagine | Raportați eroare |
| 32036.01.02                            | Descoperiri neolitice și medievale la Valea lui Mihai / ansamblu anonim (Categorie: neprecizată) (Tip: Așezare)                                                     | oraș Valea lui Mihai                    |                                      | sec. IX-X                                 |            |                                              | Încărcați imagine | Raportați eroare |
| 32036.02.01                            | Așezări eneolitice la Valea lui Mihai- Grădina Rathonyi Jozsef, Piața Arpad / ansamblu anonim (Categorie: locuire civilă) (Tip: Așezare)                            | oraș Valea lui Mihai                    | Grădina Rathonyi Jozsef, Piața Arpad |                                           |            |                                              | Încărcați imagine | Raportați eroare |
| 32036.03.02                            | Situl arheologic de la Valea lui Mihai - "Groapa cu Lut" / ansamblu anonim (Categorie: locuire civilă) (Tip: Așezare)                                               | oraș Valea lui Mihai                    | Groapa cu Lut                        | Tiszapolgár                               |            |                                              | Încărcați imagine | Raportați eroare |
| 32036.03.03                            | Situl arheologic de la Valea lui Mihai - "Groapa cu Lut" / ansamblu anonim (Categorie: locuire civilă) (Tip: Așezare)                                               | oraș Valea lui Mihai                    | Groapa cu Lut                        | Otomani                                   |            |                                              | Încărcați imagine | Raportați eroare |
| 32036.04                               | Topor eneolitic din cupru de la Valea lui Mihai (Categorie: descoperire izolată) (Tip: obiect izolat)                                                               | oraș Valea lui Mihai                    |                                      |                                           |            |                                              | Încărcați imagine | Raportați eroare |
| 31985.02.01                            | Așezarea neolitică de la Vadu Crișului - "Peștera cu Apă" / ansamblu anonim (Categorie: locuire civilă) (Tip: Așezare)                                              | sat Vadu Crișului, comuna Vadu Crișului | Peștera cu Apă                       |                                           |            |                                              | Încărcați imagine | Raportați eroare |
| 31985.03.01                            | Așezarea neo-eneolitică de la Vadu Crișului - "Peștera Devenț" / ansamblu anonim (Categorie: locuire civilă) (Tip: Așezare)                                         | sat Vadu Crișului, comuna Vadu Crișului | Peștera Devenț                       | Cluj - Cheile Turzii - Lumea Nouă - Iclod |            |                                              | Încărcați imagine | Raportați eroare |
| 31985.03.02                            | Așezarea neo-eneolitică de la Vadu Crișului - "Peștera Devenț" / ansamblu anonim (Categorie: locuire civilă) (Tip: Așezare)                                         | sat Vadu Crișului, comuna Vadu Crișului | Peștera Devenț                       | Herpaly - Csoszahalom                     |            |                                              | Încărcați imagine | Raportați eroare |
| 31985.03.03                            | Așezarea neo-eneolitică de la Vadu Crișului - "Peștera Devenț" / ansamblu anonim (Categorie: locuire civilă) (Tip: Așezare)                                         | sat Vadu Crișului, comuna Vadu Crișului | Peștera Devenț                       | Tiszapolgár                               |            |                                              | Încărcați imagine | Raportați eroare |
| 31985.04.01                            | Locuire neo-eneolitică la Vadu Crișului - "Peștera nr.1" / ansamblu anonim (Categorie: locuire civilă) (Tip: Locuire)                                               | sat Vadu Crișului, comuna Vadu Crișului | Peștera nr.1                         |                                           |            |                                              | Încărcați imagine | Raportați eroare |
| 31985.05.01                            | Așezarea neo-eneolitică de la Vadu Crișului - "Peștera nr. 2" / ansamblu anonim (Categorie: locuire civilă) (Tip: Așezare)                                          | sat Vadu Crișului, comuna Vadu Crișului | Peștera nr.2                         | Starčevo - Criș                           |            |                                              | Încărcați imagine | Raportați eroare |
| 31985.05.02                            | Așezarea neo-eneolitică de la Vadu Crișului - "Peștera nr. 2" / ansamblu anonim (Categorie: locuire civilă) (Tip: Așezare)                                          | sat Vadu Crișului, comuna Vadu Crișului | Peștera nr.2                         | Tiszapolgár                               |            |                                              | Încărcați imagine | Raportați eroare |
| 31985.06.01                            | Așezări neolitice la Vadu Crișului - "Peștera Caprelor" / ansamblu anonim (Categorie: locuire civilă) (Tip: Locuire)                                                | sat Vadu Crișului, comuna Vadu Crișului | Peștera Caprelor                     | Suplacu de Barcău                         |            |                                              | Încărcați imagine | Raportați eroare |
| 31985.06.02                            | Așezări neolitice la Vadu Crișului - "Peștera Caprelor" / ansamblu anonim (Categorie: locuire civilă) (Tip: Așezare)                                                | sat Vadu Crișului, comuna Vadu Crișului | Peștera Caprelor                     | Tisa                                      |            |                                              | Încărcați imagine | Raportați eroare |
| 31985.08.01 (Cod LMI: BH-II-m-B-01023) | Turnul de la "Portus Crisy" ("Vama sării" sau "Casa zmăului" / ansamblu Turnul de la "Portus Crisy" (Categorie: fortificație) (Tip: Turn)                           | sat Vadu Crișului, comuna Vadu Crișului |                                      | sec. XIII                                 |            |                                              | Încărcați imagine | Raportați eroare |
| 32036.05.01                            | Situl arheologic de la Valea lui Mihai - Groapa nouă cu lut / ansamblu anonim (Categorie: locuire) (Tip: Așezare)                                                   | oraș Valea lui Mihai                    | Groapa nouă cu lut                   | Baden                                     |            |                                              | Încărcați imagine | Raportați eroare |
| 32036.05.02                            | Situl arheologic de la Valea lui Mihai - Groapa nouă cu lut / ansamblu anonim (Categorie: locuire) (Tip: Așezare)                                                   | oraș Valea lui Mihai                    | Groapa nouă cu lut                   | Otomani                                   |            |                                              | Încărcați imagine | Raportați eroare |
| 32036.05.03                            | Situl arheologic de la Valea lui Mihai - Groapa nouă cu lut / ansamblu anonim (Categorie: locuire) (Tip: Așezare)                                                   | oraș Valea lui Mihai                    | Groapa nouă cu lut                   | Gava                                      |            |                                              | Încărcați imagine | Raportați eroare |
| 29029.04.01                            | Așezarea din epoca bronzului de la Vășad / ansamblu anonim (Categorie: locuire) (Tip: Așezare)                                                                      | sat Vășad, comuna Curtuișeni            |                                      | Otomani - I, III                          |            |                                              | Încărcați imagine | Raportați eroare |
| 29029.05.01                            | Așezarea din epoca bronzului de la Vășad - Dealul viilor / ansamblu anonim (Categorie: locuire) (Tip: Așezare)                                                      | sat Vășad, comuna Curtuișeni            | Dealul viilor                        | Otomani                                   |            |                                              | Încărcați imagine | Raportați eroare |
| 30639.01.01 (Cod LMI: BH-I-s-A-01024)  | Ruinele ansamblului monastic de la Voivozi / ansamblu anonim (Tip: mânăstire)                                                                                       | sat Voivozi, comuna Popești             | Bisericuța                           | sec. XII-XV                               |            | 47°11′46″N 22°22′03″E / 47.19611°N 22.3675°E | Încărcați imagine | Raportați eroare |
| 31985.01.01                            | Așezarea medievală de la Vadu Crișului - "Vama Sării" / ansamblu anonim (Categorie: locuire civilă) (Tip: Turn de pază)                                             | sat Vadu Crișului, comuna Vadu Crișului | Vama Sării                           | sec. XIII                                 |            |                                              | Încărcați imagine | Raportați eroare |
| 31985.01.02                            | Așezarea medievală de la Vadu Crișului - "Vama Sării" / ansamblu anonim (Categorie: locuire civilă) (Tip: neprecizat)                                               | sat Vadu Crișului, comuna Vadu Crișului | Vama Sării                           | sec.XIII-XIV                              |            |                                              | Încărcați imagine | Raportați eroare |
| 30639.01.01                            | Situl arheologic de la Voievozi - Cilogoș / ansamblu anonim (Categorie: locuire) (Tip: Mănăstire)                                                                   | sat Voivozi, comuna Șimian              | Cilogoș                              | sec. XII - XVI                            |            |                                              | Încărcați imagine | Raportați eroare |
| 30639.01.02                            | Situl arheologic de la Voievozi - Cilogoș / ansamblu anonim (Categorie: locuire) (Tip: necropola)                                                                   | sat Voivozi, comuna Șimian              | Cilogoș                              | sec. XIII-XIV                             |            |                                              | Încărcați imagine | Raportați eroare |
| 31360.01.01 (Cod LMI: BH-I-s-B-01025)  | Necropola din epoca bronzului și hallstattiană de la Voivozi - "Grajdurile CAP" / ansamblu anonim (Categorie: descoperire funerară) (Tip: Necropolă de incinerație) | sat Voivozi, comuna Șimian              | Grajurile CAP                        | Otomani - III                             |            |                                              | Încărcați imagine | Raportați eroare |
| 31360.01.02 (Cod LMI: BH-I-s-B-01025)  | Necropola din epoca bronzului și hallstattiană de la Voivozi - "Grajdurile CAP" / ansamblu anonim (Categorie: descoperire funerară) (Tip: Necropolă de incinerație) | sat Voivozi, comuna Șimian              | Grajurile CAP                        |                                           |            |                                              | Încărcați imagine | Raportați eroare |